# Bergholtzzell
Bergholtzzell – miejscowość i gmina we Francji, w regionie Grand Est, w departamencie Górny Ren.
Według danych na rok 1990 gminę zamieszkiwało 288 osób, 126 os./km².